# Plebejus gaillardi
Plebejus gaillardi är en fjärilsart som beskrevs av Beuret 1950. Plebejus gaillardi ingår i släktet Plebejus och familjen juvelvingar. Inga underarter finns listade i Catalogue of Life.